# Syrphoctonus signatus
Syrphoctonus signatus là một loài tò vò trong họ Ichneumonidae.